# Stadio Olimpico (Anversa)
Lo stadio olimpico d'Anversa (in francese Stade olympique d'Anvers; in olandese Olympisch Stadion), anche noto come Kielstadion è un impianto sportivo polifunzionale di Anversa, in Belgio.
Fu costruito nel 1920 per ospitare gli eventi dei Giochi della VII Olimpiade.
Inizialmente era dotato di 35.000 posti a sedere, poi ridotti a 13.000 circa dopo i Giochi. La pista di atletica fu opera di Charles Perry. Si suppone che Archibald Leitch ebbe un ruolo nella progettazione dello stadio.
È attualmente in uso al club calcistico belga Germinal Beerschot.

## Incontri Internazionali

### Partite dei Giochi Olimpici 1920

#### Torneo olimpico
- Regno Unito 1-3  Norvegia - (turno di qualificazione, 28 agosto);
- Svezia 9-0  Grecia - (turno di qualificazione, 28 agosto);
- Francia 3-1  Italia - (quarti di finale, 29 agosto);
- Belgio 3-1  Spagna - (quarti di finale, 29 agosto);
- Francia 1-4  Cecoslovacchia - (semifinale, 31 agosto);
- Belgio 3-0  Paesi Bassi - (semifinale, 31 agosto);
- Belgio 2-0  Cecoslovacchia - (finale, 2 settembre) ( partita interrotta al 43' per abbandono del campo da parte della Cecoslovacchia).

#### Torneo di consolazione
- Jugoslavia h 2-4  Egitto - (finale per l'ottavo posto, 2 settembre);
- Italia 0-2  Spagna - (semifinale, 2 settembre);
- Paesi Bassi 1-3  Spagna - (finale, 5 settembre).